# Flora Sobrado Rothe de Echandi
María Flora Sobrado Rothe de Echandi, más conocida como Tía Florita o Flora de Echandi, (Liberia, 23 de marzo de 1927) es una chef y experta de alta cocina costarricense, muy conocida por su programa televisivo Cocinando con Tía Florita, que se transmite de forma ininterrumpida desde los años 1970, tras haber debutado en la televisión de la mano de otra gran figura: Inés Sánchez Guarde.

## Biografía
María Flora Sobrado Rothe nació en Liberia el 23 de marzo de 1927, hija de Federico Sobrado García y Luz Rothe Cornejo, posee ascendencia española y alemana. Sus primeros contactos con el mundo de la cocina, los tuvo al lado de su señora madre y luego una innata vocación por el perfeccionamiento de las artes culinarias, la llevaron a tomar con disciplina y constancia, el camino a la especialización tanto en comida nacional como internacional.
Fue el año 1975 el que marcó su inicio en el campo de la televisión, y a él ha seguido ligada en forma ininterrumpida desde entonces, a través del programa "Cocinando con Tía Florita", del cual es su productora y que ha permitido a miles de costarricenses obtener aprendizaje gastronómico especial, debido a su reconocida capacidad para escoger recetas prácticas y económicas. El comprobado éxito obtenido en su espacio televisivo, la ha hecho contar con la confianza de los más importantes patrocinadores del país.
Este talento intrínseco que ha puesto al servicio del país, impartiendo incluso gran cantidad de excelentes cursos de cocina le llevó a hacerse merecedora de una nominación a la "Mujer del Año", precisamente por la colaboración que ha brindado a las mujeres de esta nación, dándoles con su programa iniciativas que han desarrollado para la instalación de pequeñas industrias en el campo de la cocina.
Una de las facetas más exitosas de su carrera, que ávidamente sigue paso a paso Tía Florita, ha sido el que plasmara en los 16 libros hasta el momento editados, todo ese cúmulo de importantes enseñanzas, recopiladas de manera tal, que todas sus publicaciones han sido clasificadas de Best Seller, cosa realmente inusitada en Costa Rica. De hecho, en 2010 recibió dos premios Gourmand Cookbook en la ciudad de París por su trayectoria profesional y la venta de sus libros de cocina.
El 25 de agosto de 2020, Tía Florita estrenó una línea de comidas preparadas, llamada "Tía Florita a su Mesa". Esta estuvo conformada por 5 platillos' Estofado de Res, Pollo a la Diabla, Salsa Bolognesa, Pollo a la Reina y Carne Strogonoff. 